# Annelie (1941)
Annelie ist ein deutsches Filmdrama und ein Liebesfilm des ungarischen Regisseurs Josef von Báky aus dem Jahr 1941. Es handelt sich um eine Verfilmung des Bühnenstücks Annelie, die Geschichte eines Lebens von Walter Lieck. In der Hauptrolle verkörpert Luise Ullrich die zunächst vermeintlich stets unpünktliche, aber treusorgende Mutter und Ehefrau Annelie.

## Handlung
Annelie wird, wie es scheint, vom Pech verfolgt, denn immer kommt sie zu spät. Bereits bei ihrer Geburt verspätet sie sich, als sie den von ihren Eltern sorgsam geplanten Geburtstermin, genau um Mitternacht in der Neujahrsnacht 1871, um 15 Minuten verpasst. Diese 15-minütige Verspätung scheint Annelie ihr ganzes Leben zu verfolgen: Im Alter von 16 Jahren verpasst sie kurz die Teilnahme an einem Pferderennen und mit einem Blinddarmdurchbruch kommt sie eigentlich eine Viertelstunde zu spät in die Klinik (dennoch gelingt es den Ärzten in letzter Sekunde, ihr Leben zu retten). In den Fieberträumen, die sie immer begleiten, hat sie eines Tages eine Vision und nimmt sich vor, ab sofort immer und überall pünktlich zur Stelle zu sein.
Fortan wird sich ihr Leben ändern: Annelie heiratet den Arzt, der ihr Leben gerettet hat, und bekommt mit ihm drei Kinder. Zu Beginn des Ersten Weltkrieges müssen ihr Mann und zwei Kinder an die Front, während sie eine Schwester beim Roten Kreuz wird. Als ihr Mann schwer verwundet im Lazarett eingeliefert wird, schafft sie es pünktlich, ihn kurz vor seinem Ableben noch einmal zu sehen. Als sie in den Wirren des Krieges einen Anruf von ihrem Sohn erhält, in dem sie erfährt, dass er überlebt hat, ist Annelie am Ende ihrer Kräfte angelangt. Nachdem das Telefonat beendet ist, sieht Annelie ihre Unpünktlichkeit, die ihr immer wieder zur Last gelegt wurde, überwunden, ihr Lebenswerk erfüllt und setzt sich in einen Sessel, um glücklich und zufrieden darin zu sterben.

## Produktionsnotizen
Gedreht wurde in der Umgebung von Königsberg, in den UFA-Ateliers in Berlin-Tempelhof und in Babelsberg (Ufastadt). Walter Wischniewsky, der auch für den Filmschnitt zuständig war, assistierte Josef von Báky bei der Regiearbeit. Emil Hasler war für die Filmbauten zuständig, Otto Gülstorff assistierte ihm dabei. Die Liedtexte In der Heimat, da gibt es ein Wiedersehn und Wiegenlied entstammen der Feder von Werner Kleine.

## Erscheinungstermine und abweichende Filmtitel
Annelie wurde am 4. September 1941 in Venedig auf den damals dort stattfindenden Internationalen Filmfestspielen uraufgeführt. In Deutschland wurde der Film fünf Tage später, am 9. September 1941, im Berliner Gloria-Palast erstmals gezeigt. Weitere Erscheinungstermine waren der 14. November 1941 in Ungarn (dort unter dem abweichenden Titel Egy szív regénye), der 11. Januar 1942 in Finnland, der 12. Januar 1942 in Schweden und der 23. Januar 1942 in Dänemark.

## Kritiken
Das Lexikon des internationalen Films bescheinigt dem Film, ein „... gefühlvolles Frauen- und Familiendrama, das dem nationalsozialistischen Idealbild weiblicher Tugend entgegenkam“, zu sein.
Das Kinoportal Kino.de merkt an, dass der Film eine Familienschnulze sei, die das Ideal einer Frau darstelle, wie es in der NS-Zeit gewünscht war.